# Hemer
Hemer er en by i Tyskland, nærmere bestemt i Nordrhein-Westfalen. I 2005 har byen 37.689 indbyggere, og et areal på 67,56 km².